# Tennis Masters Cup 2006 – mužská čtyřhra
Soutěže mužské čtyřhry na šanghajském Tennis Masters Cupu 2006 se zúčastnilo osm nejlepších párů v klasifikaci dvojic žebříčku ATP.
Deblový titul si připsal druhý nasazený švédsko-běloruský pár Jonas Björkman a Max Mirnyj, jehož členové ve finále zdolali bahamsko-kanadské turnajové trojky Marka Knowlese s Danielem Nestorem po dvousetovém průběhu 6–2 a 6–4. Připsali si tak první titul ze závěrečné události sezóny okruhu ATP Tour.

## Nasazení párů
1. Bob Bryan /  Mike Bryan (základní skupina)
2. Jonas Björkman /  Max Mirnyj (vítězové)
3. Mark Knowles /  Daniel Nestor (finále)
4. Paul Hanley /  Kevin Ullyett (semifinále)
5. Fabrice Santoro /  Nenad Zimonjić (základní skupina)
6. Martin Damm /  Leander Paes (semifinále)
7. Jonatan Erlich /  Andy Ram (základní skupina)
8. Mariusz Fyrstenberg /  Marcin Matkowski (základní skupina)

## Soutěž
| Legenda                                                       |                                                                        |                                                   |
| - Q – kvalifikant - WC – divoká karta - LL – šťastný poražený | - Alt – náhradník - SE – zvláštní výjimka - PR/SR – žebříčková ochrana | - w/o – bez boje - r – skreč - d – diskvalifikace |

### Finálová fáze
|  | Semifinále | Semifinále                 | Semifinále                | Semifinále | Semifinále |                           |    | Finále                     | Finále | Finále | Finále | Finále |
|  |            |                            |                           |            |            |                           |    |                            |        |        |        |        |
|  | 4          | Paul Hanley Kevin Ullyett  | 6                         | 1          | 3          |                           |    |                            |        |        |        |        |
|  | 3          | Mark Knowles Daniel Nestor | 4                         | 6          | 6          |                           |    |                            |        |        |        |        |
|  | 3          | Mark Knowles Daniel Nestor | 4                         | 6          | 6          |                           | 3  | Mark Knowles Daniel Nestor | 2      | 4      |        |        |
|  |            |                            |                           |            |            |                           | 3  | Mark Knowles Daniel Nestor | 2      | 4      |        |        |
|  |            | 2                          | Jonas Björkman Max Mirnyj | 6          | 6          |                           |    |                            |        |        |        |        |
|  | 2          | 2                          | Jonas Björkman Max Mirnyj | 6          | 6          | Jonas Björkman Max Mirnyj | 64 | 7                          | 7      |        |        |        |
|  | 2          |                            |                           |            |            | Jonas Björkman Max Mirnyj | 64 | 7                          | 7      |        |        |        |
|  | 6          | Martin Damm Leander Paes   | 7                         | 64         | 65         |                           |    |                            |        |        |        |        |

### Červená skupina
|   |                           | Bryan                   | Hanley Ullyett     | Damm Paes               | Erlich Ram         | Zápasy | Sety | Hry   | Pořadí |
| 1 | Bob Bryan Mike Bryan      |                         | 6–3, 6–7(4–7), 4–6 | 6–2, 6–7(4–7), 7–6(7–5) | 6–7(2–7), 6–2, 1–6 | 1–2    | 4–5  | 48–46 | 4      |
| 4 | Paul Hanley Kevin Ullyett | 3–6, 7–6(7–4), 6–4      |                    | 7–6(8–6), 4–6, 6–3      | 6–4, 6–4           | 3–0    | 6–2  | 45–39 | 1      |
| 6 | Martin Damm Leander Paes  | 2–6, 7–6(7–4), 6–7(5–7) | 6–7(6–8), 6–4, 3–6 |                         | 6–4, 7–6(8–6)      | 1–2    | 4–4  | 43–46 | 2      |
| 6 | Jonatan Erlich Andy Ram   | 7–6(7–2), 2–6, 6–1      | 4–6, 4–6           | 4–6, 6–7(6–8)           |                    | 1–2    | 2–5  | 33–38 | 3      |

Pořadí bude určeno na základě následujících kritérií: 1) počet vyhraných utkání; 2) počet odehraných utkání; 3) vzájemný poměr utkání u dvou hráčů se stejným počtem výher; 4) procento vyhraných setů, procento vyhraných her u třech hráčů se stejným počtem výher, poté poměr vzájemných utkání 5) postavení na žebříčku ATP.

### Zlatá skupina
|    |                                      | Björkman Mirnyj    | Knowles Nestor     | Santoro Zimonjić   | Frystenberg Matkowski | Zápasy | Sety | Hry   | Pořadí |
| 2. | Jonas Björkman Max Mirnyj            |                    | 4–6, 6–4, 7–6(7–2) | 6–3, 7–6(9–7)      | 6–3, 6–4              | 3–0    | 6–1  | 42–32 | 1.     |
| 3. | Mark Knowles Daniel Nestor           | 6–4, 4–6, 6–7(2–7) |                    | 6–3, 6–2           | 6–3, 6–3              | 2–1    | 5–2  | 40–28 | 2.     |
| 5. | Fabrice Santoro Nenad Zimonjić       | 3–6, 6–7(7–9)      | 3–6, 2–6           |                    | 6–3, 6–7(4–7), 6–3    | 1–2    | 2–5  | 32–38 | 3.     |
| 8. | Mariusz Fyrstenberg Marcin Matkowski | 3–6, 4–6           | 3–6, 3–6           | 3–6, 7–6(7–4), 3–6 |                       | 0–3    | 1–6  | 26–42 | 4.     |

Pořadí bude určeno na základě následujících kritérií: 1) počet vyhraných utkání; 2) počet odehraných utkání; 3) vzájemný poměr utkání u dvou hráčů se stejným počtem výher; 4) procento vyhraných setů, procento vyhraných her u třech hráčů se stejným počtem výher, poté poměr vzájemných utkání 5) postavení na žebříčku ATP.